# Leptodactylus troglodytes
Espèce
Statut de conservation UICN

 LC  : Préoccupation mineure
Leptodactylus troglodytes est une espèce d'amphibiens de la famille des Leptodactylidae.

## Répartition
Cette espèce est endémique du Brésil. Elle se rencontre dans les États du Pernambouc, de l'Alagoas, du Sergipe, de Bahia, de la Paraíba, du Rio Grande do Norte, du Ceará, du Piauí, du Maranhão et du Minas Gerais,.

## Étymologie
Le nom spécifique troglodytes vient du grec trōglē, trou fait par un rongeur, et de dytēs, le fouisseur, en référence aux trous creusés par cette espèce.

## Publication originale
- Lutz, 1926 : Observações sobre batrachios brasileiros. Parte I: O gênero Leptodactylus Fitzinger. Observations on brazilian batrachians. Part I: The genus Leptodactylus. Memórias do Instituto Oswaldo Cruz, vol. 19, no 2, p. 139-158 & 159-174.